# Katav
El Katav - (rus) Катав - és un riu de Rússia, passa per l'óblast de Txeliàbinsk i per la República de Baixkíria, i és un afluent de l'Iuriuzan per l'esquerra.
Neix al sud dels Urals, i travessa 95 km per l'óblast de Txeliàbinsk i per Baixkíria. És un riu de corrent ràpid, amb moltes corbes. Forma petits llacs a les ciutats de Katav-Ivànovsk i d'Ust-Katav.